# Klaas Vermeulen (personage)
Klaas Vermeulen is een personage uit de boeken van Pieter Aspe. Hij is het hoofd van de technische recherche en heeft het vaak aan de stok met Pieter Van In, omdat hij een purist is en staat op een hiërarchische maatschappij. Vandaar dat hij en de anarchistische Van In meer dan eens botsen.

## Trivia
- Klaas Vermeulen is een verstokte vrijgezel maar géén homoseksueel. Hij is in een verhaal al eens gesignaleerd in een chique nachtclub.
- Hoewel hij en Van In vaak ruzie hebben en elkaar het leven zuur maken, heeft hij een zwak voor Hannelore Martens.
- Hij woont nog bij zijn moeder.